# Kiriłł Piskłow
Kiriłł Eduardowicz Piskłow (ros. Кирилл Эдуардович Писклов; ur. 22 września 1996 w Czelabińsku) – rosyjski koszykarz, reprezentant kraju w koszykówce 3×3, wicemistrz olimpijski z Tokio 2020, mistrz świata U23.

## Kariera

### Koszykówka
Grał w koszykówkę 5-osobową w lidzie rosyjskiej oraz reprezentował Rosję na poziomie juniorskim (m.in. zagrał na Mistrzostwach Europy U18 2014).

### Koszykówka 3×3
Od 2017 bierze udział w rozgrywkach koszykówki 3x3. Z reprezentacją Rosji w koszykówce 3x3 uzyskał następujące wyniki:
| Impreza                                 | Rok  | Miejsce   | Pozycja    |                      |      |       |            |
| --------------------------------------- | ---- | --------- | ---------- | -------------------- | ---- | ----- | ---------- |
| Impreza                                 | Rok  | Miejsce   | Pozycja    | Igrzyska olimpijskie | 2020 | Tokio | 2. miejsce |
| Mistrzostwa Europy w koszykówce 3x3     | 2018 | Bukareszt | 4. miejsce |                      |      |       |            |
| Mistrzostwa Europy w koszykówce 3x3     | 2019 | Debreczyn | 9. miejsce |                      |      |       |            |
| Igrzyska europejskie                    | 2019 | Mińsk     | 1. miejsce |                      |      |       |            |
| Mistrzostwa świata w koszykówce 3x3 U23 | 2018 | Xi’an     | 1. miejsce |                      |      |       |            |
| Mistrzostwa świata w koszykówce 3x3 U23 | 2019 | Lanzhou   | 1. miejsce |                      |      |       |            |